# Съфолк
Вижте пояснителната страница за други значения на Съфолк.
Съфолк (на английски: Suffolk, на английски се произнася най-близко до Сафък) е историческо, административно неметрополно и церемониално графство (с различни размери) в регион Източна Англия. В състава му влизат 7 общини с обща площ от 3801 квадратни километра. Населението на областта към 2008 година е 715 700 жители. Административен център е град Ипсуич, който е и самостоятелна община.

## География
Графството е част от официалния регион Източна Англия. В източна посока е разположено крайбрежието на Северно море. На север Съфолк граничи с графство Норфък. На запад се намира графството Кеймбриджшър, а в южна посока е разположен Есекс.
С територията си от 3801 квадратни километра, графството е сред десетте най-големи по площ графства в Англия.
Релефът на Съфолк е нисък равнинен с големи райони с влажна, блатиста земя. Най-високата точка на графството е „Грейт Ууд Хил“ на 128 метра над морското равнище, намиращ се в хълмистия район „Нюмаркет Ридж“ в западната част на Съфолк.
Части от бреговата линия имат статут на „Район с изключителна природна красота“, определен от специализирана държавна агенция.

### Административно деление
| Област / графство | Община            | Община | Главен град            | Други селища |
| ----------------- | ----------------- | ------ | ---------------------- | ------------ |
| Кеймбриджшър      | Ипсуич            |        | Ипсуич                 |              |
| Кеймбриджшър      | Крайбрежен Съфолк |        | Уудбридж               |              |
| Кеймбриджшър      | Уейвъни           |        | Лоустофт               |              |
| Кеймбриджшър      | Среден Съфолк     |        | Нийдам Маркет          |              |
| Кеймбриджшър      | Бейбер            |        | Хедлей                 |              |
| Кеймбриджшър      | Сейнт Едмъндсбъри |        | Бери Сейнт Едмъндсбъри |              |
| Кеймбриджшър      | Форест Хийт       |        | Майлдънхол             |              |

## Демография
Разпределение на населението по общини:
| Община            | Площ km2 | Население | Гъстота (жители/km2) |
| ----------------- | -------- | --------- | -------------------- |
| Ипсуич            | 39.42    | 122 300   | 3103                 |
| Крайбрежен Съфолк | 891.53   | 125 600   | 141                  |
| Уейвъни           | 370.39   | 117 700   | 318                  |
| Среден Съфолк     | 871.07   | 94 700    | 109                  |
| Бейбер            | 595.21   | 87 000    | 147                  |
| Сейнт Едмъндсбъри | 656.96   | 103 700   | 158                  |
| Форест Хийт       | 377.71   | 64 700    | 171                  |